# トロンターノ
トロンターノ（伊: Trontano）は、イタリア共和国ピエモンテ州ヴェルバーノ・クジオ・オッソラ県にある、人口約1,600人の基礎自治体（コムーネ）。
コムーネの一部地域は、ヴァル・グランデ国立公園に含まれている。

## 地理

### 位置・広がり
| 隣接するコムーネは以下の通り。 - ベウラ＝カルデッツァ - コッソーニョ - ドモドッソラ - ドルオーニョ - マレスコ - マゼーラ - プレモゼッロ＝キオヴェンダ - サンタ・マリーア・マッジョーレ |

## 行政

### 分離集落
トロンターノには、以下の分離集落（フラツィオーネ）がある。
Chiesa, Ventriago, Cocco, Quara, Castello, Verigo, Cosasca, Croppo, Quarata, Porcelli, Grignaschi, Casello, Paiesco, Marone, Ronco, Pello, Pigiaia, Melezzo.